# Anthurium lingua
Anthurium lingua är en kallaväxtart som beskrevs av Luis Aloysius, Luigi Sodiro. Anthurium lingua ingår i släktet Anthurium och familjen kallaväxter. Inga underarter finns listade.